# Ca$his
Ca$his, pseudonimo di Ramone Johnson (Chicago, 10 ottobre 1982), è un rapper statunitense.

## Biografia
Originario di Chicago, si è poi stabilito nella contea di Orange, in California. Membro della gang di strada Gangster Disciples, è sotto contratto con la Shady Records di Eminem.
Ha rappato per la prima volta su un mixtape omonimo, ed ha poi contribuito al remix di un brano di Obie Trice, Cry Now (con Bobby Creekwater, Stat Quo e Kuniva dei D12). La sua canzone Talkin' All That Shit è inclusa nella raccolta della Shady Records The Re-Up, a cui Ca$his ha anche collaborato per sei tracce. Si pensa che continuerà a lavorare per altri progetti della SR e della Aftermath Entertainment, per i prossimi album di Eminem, D12 e Stat Quo.
Il 15 maggio 2007 Ca$his ha pubblicato un EP, intitolato The County Hound EP. Su Internet sono già disponibili 4 tracce ed una di queste, Pistol Poppin, è stata realizzata insieme ad Eminem.
Lasciata la Shady Records nel 2012, ha pubblicato "The Art of Dying" nel 2012 e "The County Hound 2" nel 2013.

## Discografia

### Album studio
- 2012 - The Art of Dying
- 2013 - The County Hound 2
- 2014 - Euthanasia

### EP
- 2007 - The County Hound EP
- 2012 - The Vault
- 2012 - The Vault 2

### Altre canzoni
- We're Back (con Eminem, Obie Trice, Stat Quo e Bobby Creekwater) (da Eminem Presents the Re-Up)
- Everithing Is Shady (da Eminem Presents the Re-Up)
- Talking All That (da Eminem Presents the Re-Up)
- We Ride For Shady (con Obie Trice) (da Eminem Presents the Re-Up)
- Cry Now (Remix) (con Obie Trice, Kuniva, Bobby Creekwater, Stat Quo) (da Eminem Presents the Re-Up)
- You Don't Know (con 50 Cent, Lloyd Banks, Eminem) (da Eminem Presents the Re-Up)
- "Syllables" (con Eminem, Jay-Z, Dr. Dre, 50 Cent, Stat Quo) (mai pubblicata ufficialmente, la canzone è stata oggetto di un "leak" ed è su YouTube dal 2010).